# Nick Smith (Politiker, 1964)

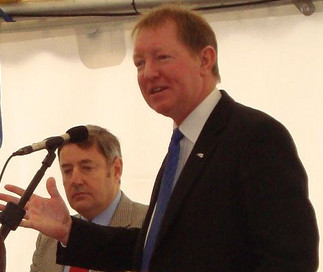
Nick Smith (2009)

Nick Smith (* 24. Dezember 1964 in Rangiora) ist ein neuseeländischer Politiker und in der derzeitigen Regierung unter John Key Minister für Umwelt, Klimaschutz und der staatlichen Gesundheitsversicherung Accident Compensation Corporation (ACC). Er ist Mitglied der New Zealand National Party.

## Leben und Wirken
Smith wurde in North Canterbury geboren. Er besuchte die Rangiora High School und bekam 1983 ein AFS-Stipendium, seinerzeit American Field Scholar genannt, und ging nach Delaware. An der University of Canterbury promovierte er im Bauingenieurwesen. Smith ist verheiratet und hat insgesamt vier Kinder.
Von 1985 bis 1986 arbeitete er als Assistent in Bauwesen im Rangiora County Council, übernahm danach durch Wahl das Mandat des Ratsmitglieds im Rangiora County Council und übernahm zusätzlich die Position des Direktors der Smith Construction von 1987 bis 1990 und lehrte an der University of Canterbury.
Der National Party beigetreten wurde er 1984 für ein Jahr der Vorsitzende der Young Nationals und 1986 für ein Jahr deren stellvertretender Vorsitzender. Von 1988 bis 1990 übernahm er den stellvertretenden Vorsitz der National Division von Canterbury-Westland und wurde jüngstes Mitglied des House of Representatives für die National Party im Jahr 1990 durch den Gewinn des Direktmandates für das Tasman Electorate (Wahlbezirk). 1996 trat er erstmals in Regierungsverantwortung und bekleidete verschiedene Ministerämter bis zur Abwahl von National im Jahr 1999. Mit der erneuten Regierungsübernahme durch die National Party in 2008 wurde Smith Minister für Umwelt.